# 후쿠오카시 지하철 하코자키선
후쿠오카 시 교통국 지하철 하코자키 선(일본어: 福岡市地下鉄箱崎線)은 후쿠오카 시 교통국의 지하철 노선 가운데 하나이다. 후쿠오카현 후쿠오카시 하카타구에 위치한나카스카와바타 역과 히가시구에 위치한 가이즈카역을 잇는다.

## 개요
나카스가와바타 역에서 커브하는 공항선과 분기해, 그대로 메이지도리 바로 아래에서 북쪽으로 올라가 후쿠오카현 청사·규슈 대학 병원·하코자키궁의 옆을 지나 규슈 대학 하코자키 캠퍼스를 횡단해 니시테쓰 가이즈카 선(구·미야지타케선)의 시발역인 가이즈카 역과 연결한다. 이전에는 이 경로를 노면 전차인 니시테쓰 후쿠오카 시내선의 관선과 가이즈카 선이 운행하였으며, 전 구간이 이 노선을 거의 답습하고 있다(나카스카와바타 역 - 하코자키미야마에 역 구간이 관선, 하코자키미야마에 역 북쪽 - 가이즈카 역 구간이 가이즈카 선. 모두 1979년까지 폐지).

### 니시테쓰 가이즈카 선과의 직통 운전 구상
가이즈카 역으로 연결하는 니시테쓰 가이즈카 선(西鉄貝塚線)은 하코자키 선 건설 검토전의 1971년 3월 11일 답신의 도시교통심의회 답신 제12호 "후쿠오카시 및 기타큐슈시를 중심으로 한 북부 규슈 도시권에서의 여객 수송력의 정비 증강에 관한 기본적 계획"에 대해 '도심부에서 하코자키 방면에 이르는 노선을 신설해, 니시테쓰 미야지다케 선(현·가이즈카 선)과의 직통 운전에 대한 검토가 필요하다'고 명기되어 있으며, 건설 시점에서 염두에 두고 있었다.
2007년, "후쿠오카 도시 교통 문제 협의회"에 있어서, 후쿠오카시와 서일본철도(니시테쓰)가 상호 직통 운전의 실현을 향해서 검토를 실시하는 것에 합의. 하코자키 선과 니시테쓰 미야지다케 선(현·가이즈카 선) 가이즈카 역 - 니시테쓰카시이역간의 직통 운전을 실시하는 전제로 검토를 실시해, 2010년에는 후쿠오카시에 의해서 미토마역 - 공항선 덴진 역간에서 교통국과 니시테쓰가 직통 운전을 실시해, 차량수를 3량 편성으로 하는 새로운 직통 검토안이 마련되었다. 그러나, 하코자키 선의 수송력이 저하되는 것 외에 니시테쓰·후쿠오카시 쌍방에 막대한 초기 설비 투자가 필요하다(미야지다케 선 각역의 3량 대응화 및 궤도 개량, 덴진 역에서의 반환 설비 신설 등)는 것으로부터, 시설 개량에 고액의 무상 자금을 투입할 필요가 있어, 사업화를 위해서는, 무상 자금의 조달 방법, 수요 환기 방책, 운행 경비의 저감화등이 과제로 여겨져, 시에서는 전체의 사업비를 정밀 조사, 채산성을 검토한다고 했지만 실현을 향한 움직임은 정체 상태가 되어 있었다.
2018년 1월에 행해진 후쿠오카시의 교통 대책 특별 위원회에서, 가이즈카 선내를 니시테쓰가 신조 2량 편성의 차량으로 운행하고, 하코자키 선내에서는 후쿠오카시 교통국이 신조 4량 편성의 차량과 병결해, 6량 편성으로 운행하는 신안이 발표되었다. 이로써, 덴진 이서쪽으로의 연장, 양선의 수송력 유지가 가능해져, 설비 투자도 종래안을 밑돈다고 한다.

### 노선 정보
- 관할(사업종별) : 후쿠오카 시 교통국 (제1종 철도사업자)
- 노선거리(영업거리) : 4.7km
- 궤간 : 1067mm
- 역수 : 7 (기종점역 포함)
- 복선 구간 : 전구간
- 전철구간 : 전구간 (직류 1500V)
- 지상구간 : 하코자키큐다이마에 - 가이즈카 구간
- 폐색방식 : 차내신호식

## 역사
- 1982년 4월 20일: 나카스카와바타 ~ 고후쿠마치 구간이 개통함.
- 1984년 4월 27일: 고후쿠마치 ~ 마이다시 규다이 병원 앞 구간이 연장 개통함.
- 1986년 1월 31일: 마이다시 규다이 병원 앞 ~ 하코자키 규다이 앞 구간이 연장 개통함.
- 1986년 11월 12일: 하코자키 규다이 앞 ~ 가이즈카 구간이 연장 개통함.
- 1993년 3월 3일: 노선 애칭을 하코자키 선이라 정함.

## 운행 형태
하코자키 선 구간을 왕복 운행을 하는 열차와 공항선 메이노하마역까지 직결 운행을 하는 열차가 있다.
가이즈카 역에서부터 니시테쓰 가이즈카 선과 직결 운행을 한다는 계획이 있었으나, 현재는 사실상 동결상태이다.

## 차량
- 1000계
- 2000계

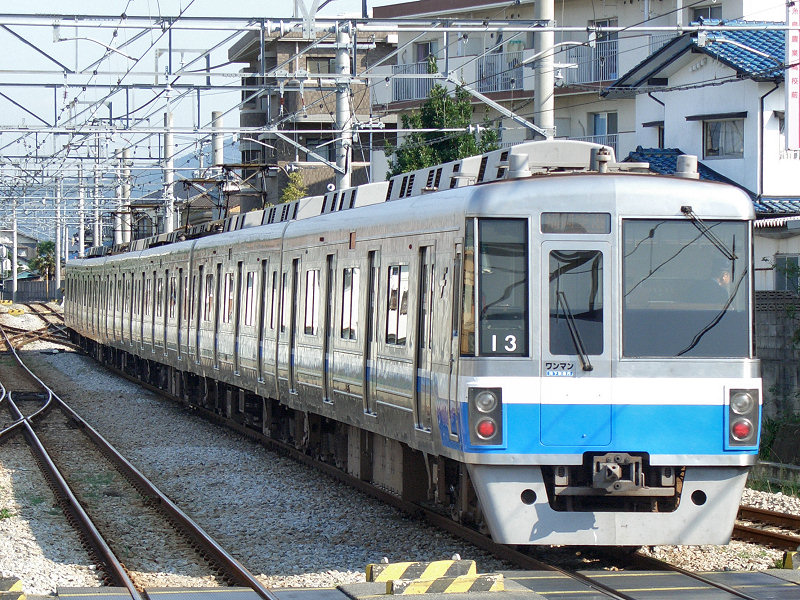
1000계
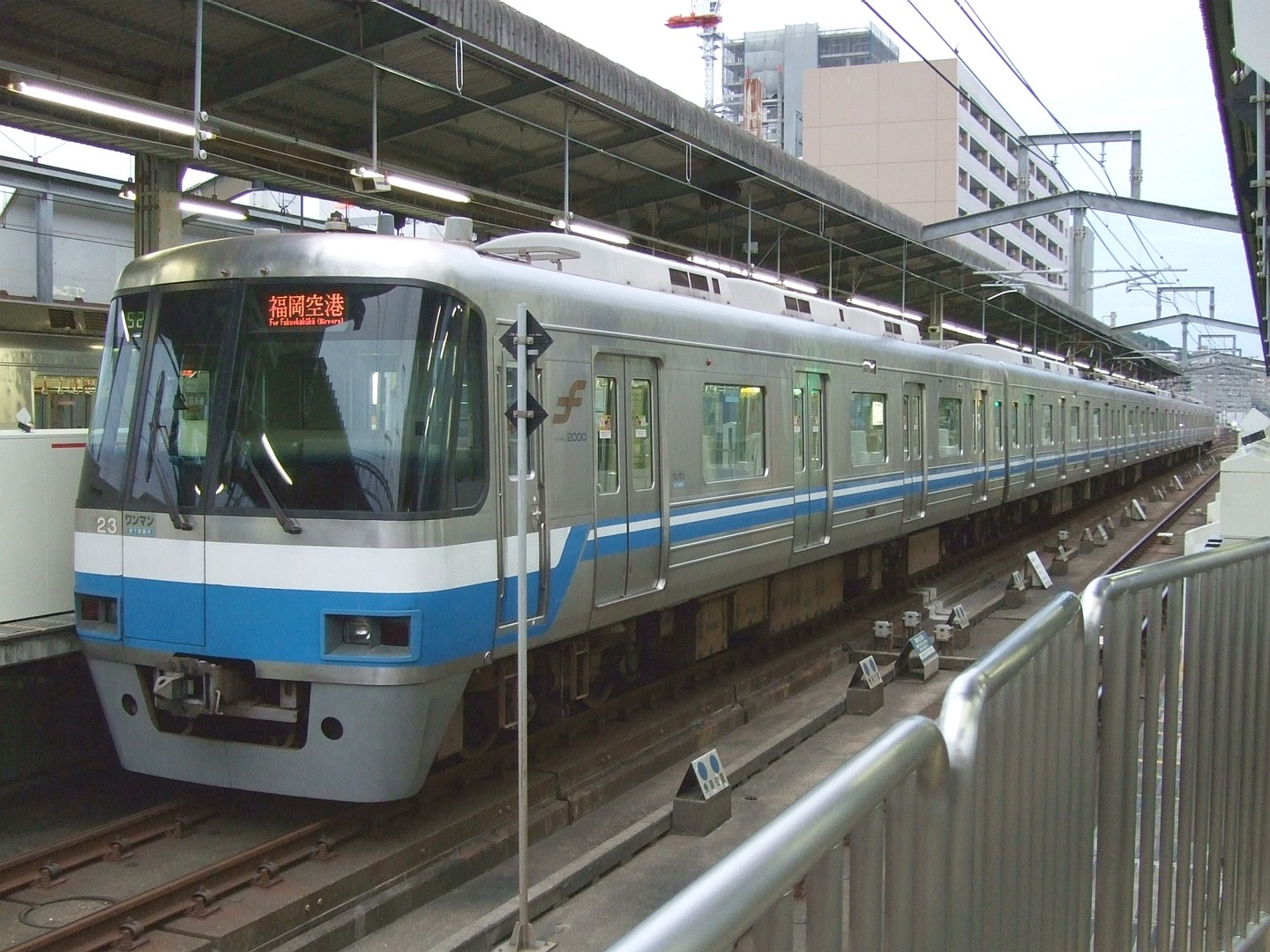
2000계

규슈 여객철도(JR 규슈)의 차량은 들어오지 않는다.

## 역 목록
- 모든 역은 후쿠오카현 후쿠오카시 소재.

| 역번호 | 역 이름                 | 일본어 이름    | 영업 거리 (km) | 접속 노선                | 소재지                  |
| ------ | ----------------------- | -------------- | -------------- | ------------------------ | ----------------------- |
| H01    | 나카스카와바타          | 中洲川端       | 0.0            | ■ 공항선(일부 직결 운행) | 하카타구                |
| H02    | 고후쿠마치              | 呉服町         | 0.5            |                          | 하카타구                |
| H03    | 지요 현청 입구          | 千代県庁口     | 1.2            |                          | 하카타구                |
| H04    | 마이다시 규다이 병원 앞 | 馬出九大病院前 | 2.1            | 히가시구                 |                         |
| H05    | 하코자키미야마에        | 箱崎宮前       | 2.9            | 히가시구                 |                         |
| H06    | 하코자키 규다이 앞      | 箱崎九大前     | 3.7            | 히가시구                 |                         |
| H07    | 가이즈카                | 貝塚           | 4.7            | 히가시구                 | 서일본 철도 가이즈카 선 |

## 같이 보기
- 후쿠오카 시 지하철 공항선
- 후쿠오카 시 지하철 나나쿠마 선

### 내용주
1. ↑  2018년 가을에 일부를 남겨두고 이토 캠퍼스로 이전
2. ↑  이것은, 긴테쓰 나라 선으로부터 한신 난바 선을 경유해 한신 본선으로 직통 운전하는 열차가 한신 아마가사키 역에서 증설 해결하기 위해 사례 연구하고 있다. 다만, 이 운행 형태를 취하고 있는 것은, 실제로는 쾌속 급행의 일부만 있다.